# 克朗沙邦
克朗沙邦（法語：Cram-Chaban，法語發音：[kʁɑ̃ ʃabɑ̃]；2023年之前拼作）是法国滨海夏朗德省的一个市镇，位于该省北部偏东，属于拉罗谢尔区。

## 地理
克朗沙邦（46°13'10"N, 0°43'19"W）面积16.06 平方千米，位于法国新阿基坦大区滨海夏朗德省，该省份为法国西部滨海省份，北起旺代省，西临大西洋，南至吉倫特省，东南接多爾多涅省，东北接德塞夫勒省接壤，东临夏朗德省。
与克朗沙邦接壤的市镇（或旧市镇、城区）包括：伯农、米尼翁河畔拉格雷沃、拉莱涅、圣皮耶尔达米利、米尼翁河畔莫泽、普兰-代朗松、圣伊莱尔拉帕吕。
克朗沙邦的时区为UTC+01:00、UTC+02:00（夏令时）。

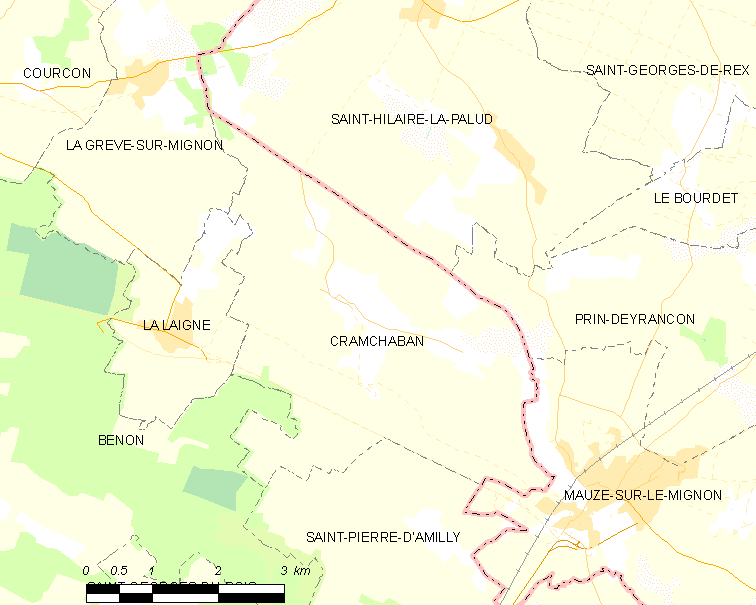
克朗沙邦的OSM定位图

## 行政
克朗沙邦的邮政编码为17170，INSEE市镇编码为17132。

## 政治
克朗沙邦所属的省级选区为马朗县。

## 人口

1962-2008年间克朗沙邦人口变化图示

克朗沙邦于2022年1月1日时的人口数量为648人。